# José Fernández Madrid
José Fernández Madrid, né le 19 février 1789 à Carthagène des Indes et mort le 28 juin 1830 à Londres, est un homme d'État colombien.
Il est le président des Provinces-Unies de Nouvelle-Grenade en 1814-1815.

## Biographie

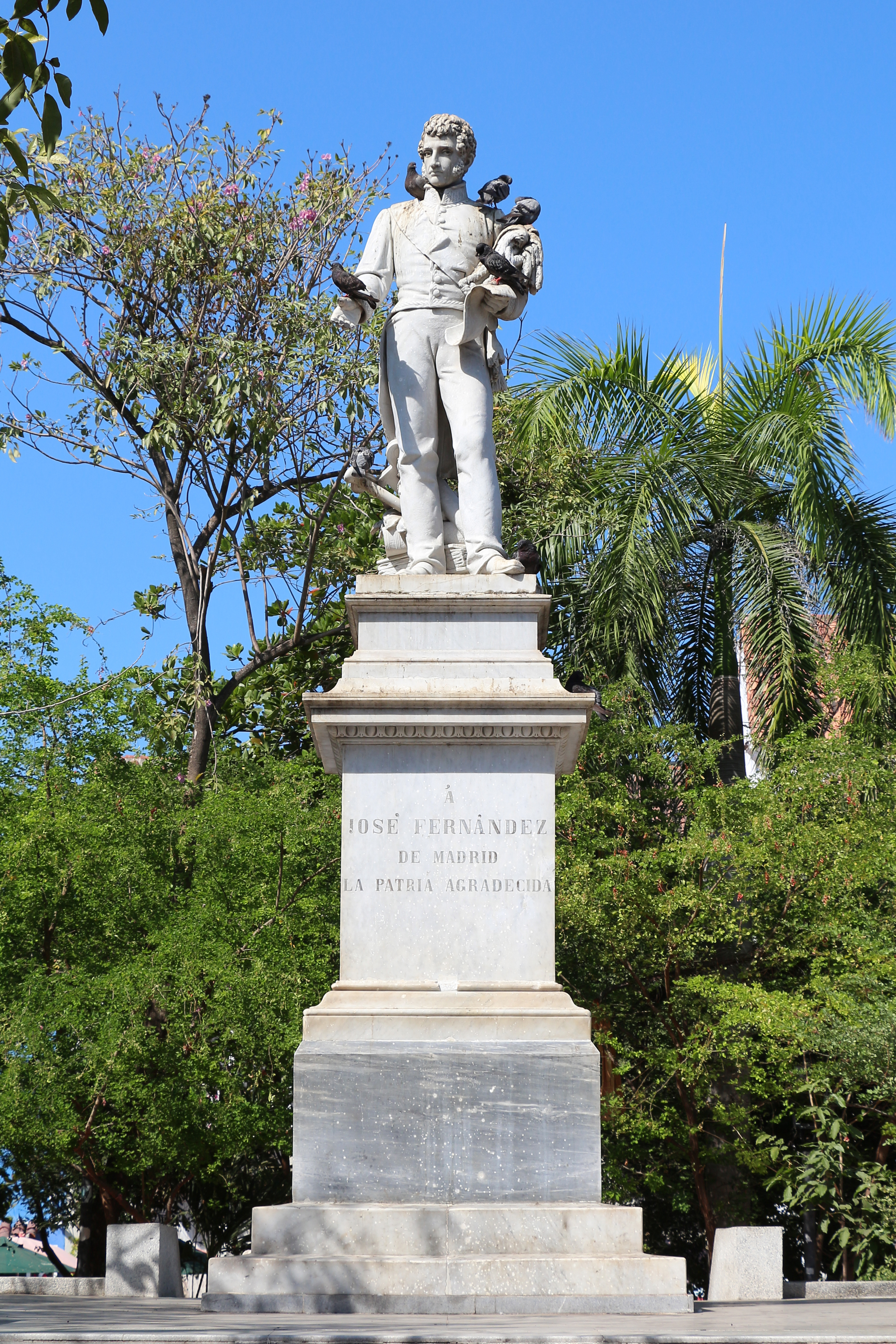
Statue de José Fernández Madrid à Carthagène